# Comuna Vojnić, Karlovac
Vojnić (sârbă Војнић) este o comună în cantonul Karlovac, Croația, având o populație de 4.764 de locuitori (2011).

## Demografie
Componența etnică a comunei Vojnić
     Sârbi (44,71%)
     Croați (37,13%)
     Bosniaci (6,68%)
     Necunoscut (1,03%)
     Neclasificat (6,7%)
Componența confesională a comunei Vojnić
     Ortodocși (43,81%)
     Catolici (34,01%)
     Musulmani (15,58%)
     Fără religie și atei (1,53%)
     Necunoscută (4,93%)
     Alte religii (0,15%)
Conform recensământului din 2011, comuna Vojnić avea 4.764 de locuitori. Nu există o etnie majoritară, locuitorii fiind sârbi (44,71%), croați (37,13%) și bosniaci (6,68%). Apartenența etnică nu este cunoscută în cazul a 1,03% din locuitori. Nu există o etnie majoritară, locuitorii fiind ortodocși (43,81%), catolici (34,01%), musulmani (15,58%) și persoane fără religie și atei (1,53%). Pentru 4,93% din locuitori nu este cunoscută apartenența confesională.